# Padraigh Sutton
Padraigh Sutton (Clare, 24 augustus 1977) is een Iers voormalig voetbalscheidsrechter. Hij was in dienst van FIFA en UEFA tussen 2011 en 2016. Ook leidde hij tot 2016 wedstrijden in de Premier Division.
Op 30 juni 2011 maakte Sutton zijn debuut in Europees verband tijdens een wedstrijd tussen FC Spartak Trnava en FK Zeta in de voorrondes van de UEFA Europa League; het eindigde in 3–0 en de Ierse leidsman gaf zeven gele kaarten. Zijn eerste interland floot hij op 6 februari 2013, toen Israël met 2–1 won van Finland. Tijdens dit duel gaf Sutton één gele kaart.

## Interlands
| Datum            | Plaats                 | Wedstrijd                | Uitslag | Competitie           | Kreeg geel | Kreeg voor de tweede keer geel en dus rood | Weggestuurd |
| ---------------- | ---------------------- | ------------------------ | ------- | -------------------- | ---------- | ------------------------------------------ | ----------- |
| 6 februari 2013  | Netanja, Israël        | Israël – Finland         | 2 – 1   | Vriendschappelijk    | 1          | 0                                          | 1           |
| 22 maart 2013    | Luxemburg, Luxemburg   | Luxemburg – Azerbeidzjan | 0 – 0   | WK 2014 kwalificatie | 3          | 0                                          | 0           |
| 27 mei 2014      | Saint-Denis, Frankrijk | Frankrijk – Noorwegen    | 4 – 0   | Vriendschappelijk    | 1          | 0                                          | 0           |
| 13 november 2015 | Warschau, Polen        | Polen – IJsland          | 4 – 2   | Vriendschappelijk    | 1          | 0                                          | 0           |
| 29 mei 2016      | Porto, Portugal        | Portugal – Noorwegen     | 3 – 0   | Vriendschappelijk    | 0          | 0                                          | 0           |